# Collateral Beauty
Collateral Beauty è un film del 2016 diretto da David Frankel.

## Trama
Il dirigente pubblicitario Howard Inlet è ridotto ad uno stato clinicamente depresso, borderline, solitario e con tendenze suicide dopo la morte tragica della sua giovane figlia. I suoi amici e partner commerciali Whit Yardshaw, Claire Wilson e Simon Scott, che lui ha allontanato, temono per la sua salute mentale così come per il futuro della loro azienda, dato che il comportamento irregolare di Howard è costato loro numerosi mancati profitti e li ha lasciati sull'orlo del fallimento. L'unico modo che hanno per uscire da questa situazione è vendere l'azienda. A questo scopo i tre amici assumono un'investigatrice privata, Sally Price, per acquisire la prova che Howard sia inadatto a gestire la società, l'unico modo per poter vendere, essendo lui socio di maggioranza e contrario alla vendita.
Sally intercetta delle lettere che Howard ha diretto ai concetti astratti di "Amore", "Tempo" e "Morte". Whit, Claire e Simon assumono un trio di attori - Aimee, Raffi e Brigitte - che incontreranno Howard impersonando "Amore", "Tempo" e "Morte", rispondendo alle sue lettere. Sally registrerà un video di questi incontri e poi cancellerà digitalmente le sagome di Aimee, Raffi e Brigitte per far apparire Howard mentalmente squilibrato, permettendo ai soci di vendere la società. In preparazione per il loro ruolo, Aimee, Raffi e Brigitte trascorrono del tempo con Whit, Claire e Simon, che stanno attraversando problemi personali nella propria vita: Whit sta lottando per ristabilire il contatto con la figlia Allison Yardshaw, che lo incolpa del divorzio con la madre; Claire è alla ricerca di donatori di sperma per concepire un bambino dopo aver trascurato la sua vita privata per anni; Simon sta combattendo il cancro in segreto, già presentatosi in passato, senza rivelarlo alla moglie che ha appena partorito un figlio. Oltre a lavorare per loro, i tre attori daranno loro consigli e li spingeranno a risolvere le loro situazioni di vita.
Nel frattempo Howard inizia con riluttanza a frequentare un gruppo di sostegno e fa amicizia con Madeleine, che ha perso la figlia Olivia per un tumore al cervello, il che ha portato alla fine del suo matrimonio. Lei mostra a Howard una nota del marito consegnatale il giorno del divorzio, in cui scrive "se solo potessimo essere di nuovo estranei"; Madeleine dice a Howard che suo marito è riuscito a realizzare il suo desiderio. Intanto i tre attori Aimee, Raffi e Brigitte si confrontano con Howard, ancora una volta, e si scagliano contro di lui con l'intenzione di smuoverlo. Lui reagisce annientando le teorie che gli vengono presentate, solo Aimee riesce a lasciarlo senza parole indicandogli con logica che deve permettere all'amore di essere presente nella sua vita, in quanto esso è presente in ogni cosa e non si può vivere senza amore. Ciò ispira Howard a raggiungere Madeleine ancora una volta. Lei parla del giorno in cui Olivia è morta, in cui una donna anziana in ospedale le ha parlato della "Bellezza Collaterale": la bellezza che è in ogni cosa e che circonda ogni uomo.
Il giorno seguente Howard partecipa ad una riunione con il consiglio di amministrazione in cui Whit, Claire e Simon presentano le immagini ritoccate dei suoi incontri con Aimee, Raffi e Brigitte. Howard si rende conto che il video lo fa apparire mentalmente inadatto a gestire le cose e gli affari della società, ma si sente di esprimere la sua gratitudine per tutto quello che i suoi amici hanno fatto per lui, e promette loro che li sosterrà nei loro momenti di bisogno. Aimee, Raffi e Brigitte poi ricevono il pagamento offerto da Claire per i loro servizi, e Claire confida a Raffi che lei ha rinunciato a diventare madre, ma Raffi la rassicura sulle sue capacità e sul fatto di avere ancora "tempo" per prendere la sua decisione e che i figli non sono solo quelli che si partoriscono; inoltre Whit capisce di amare troppo la figlia per perderla e tenta con successo un rappacificamento, mettendo a nudo le sue emozioni; d'altro canto Simon accetta la propria prossima morte, confidandosi con i familiari per dar loro l'occasione di dirgli addio.
La vigilia di Natale, Howard si presenta a casa di Madeleine, una volta entrato si guarda intorno e nota che Madeleine stava piangendo: stava rivedendo un video di sua figlia con il padre. Madeleine ripete il nome della figlia e la malattia che l'ha portata alla morte e chiede a Howard di fare lo stesso, ma lui nuovamente non riesce. Si scopre così che Olivia è anche la figlia di Howard, che aveva proprio finto di essere un estraneo con la moglie come aveva promesso nel biglietto. Rivedendo il video, finalmente riesce a riconoscere la morte di sua figlia, ad accettare la breve vita che ha vissuto la piccola e ricordare il suo intenso amore per lei. Viene mostrato nuovamente il flashback all’ospedale, dove si viene a conoscenza che la signora anziana è in realtà Brigitte. Infine, mentre Howard e Madeleine camminano per un parco mano nella mano, Howard si accorge di Aimee, Raffi e Brigitte che orgogliosamente li osservano. Quando però Madeleine si volta a guardare ciò che l'ex marito stava fissando, non vede nessuno. Forse i tre attori se n'erano già andati, o forse erano veramente "Amore", "Tempo" e "Morte".

## Produzione
Il budget del film è stato di 36 milioni di dollari.
Le riprese del film sono iniziate il 22 febbraio 2016 a New York, dove alcune scene sono state girate nel Queens, a Manhattan e al Whitney Museum of American Art.

## Colonna sonora
La traccia principale del film è Let's Hurt Tonight dei OneRepublic, singolo estratto dal loro album Oh My My.

## Promozione
Il primo trailer del film viene diffuso il 7 settembre 2016.

## Distribuzione
La pellicola è stata distribuita nelle sale cinematografiche statunitensi a partire dal 16 dicembre 2016, mentre in Italia dal 4 gennaio 2017.

## Accoglienza

### Incassi
Il film ha incassato 88,2 milioni di dollari in tutto il mondo, di cui 31 milioni nei soli Stati Uniti.

### Critica
Il film ha ricevuto pessime recensioni. Sul sito Rotten Tomatoes ottiene solo il 12% delle recensioni professionali positive su 149 critiche, con un voto medio di 3,5 su 10. Su Metacritic ottiene un punteggio di 23 su 100 basato su 40 recensioni.

## Riconoscimenti
- 2016 - Hollywood Film Awards
  - Miglior attrice a Naomie Harris
- 2017 - NAACP Image Award
  - Candidatura per il miglior attore protagonista a Will Smith
- 2017 - London Critics Circle Film Awards
  - Attrice britannica dell'anno a Naomie Harris